# Aphis varians
Aphis varians är en insektsart. Aphis varians ingår i släktet Aphis och familjen långrörsbladlöss. Inga underarter finns listade i Catalogue of Life.